# Charles-Louis de Secondat Montesquieu
Charles-Louis de Secondat Montesquieu (La Brede kraj Bordeauxa, 18. siječnja 1689. – Pariz, 10. veljače 1755.), francuski politički mislilac i pisac.
Završio je pravne znanosti i postao predsjednik Vrhovnog suda u Bordeauxu. Za Academie des Sciences u Bordeauxu napisao je mnogo rasprava s područja fizike, fiziologije, političke ekonomije i filozofije, koje su značajne za formiranje njegova racionalističkog pogleda na svijet. 

## Teorija o podjeli vlasti
U svom kapitalnom djelu "O duhu zakona" predlaže politički sustav u kojemu je vlast podijeljena na zakonodavnu, izvršnu i sudsku. Time je postao tvorac tzv. teorije o podjeli vlasti koja je temelj građanske demokracije.
Razlikuje tri tipa vladanja:
1. republiku
2. monarhiju
3. despociju

Razlike između njih objašnjive su diferencijacijom između principa i prirode vlasti. Između prirode vlasti i načela vlasti razlika je u tome što je njezina priroda ono što je čini takvom kakva jest, dok je njezino načelo ono što je stavlja u djelovanje. 
Priroda vlasti odražava oblike vladanja te određuje opseg u kojem se priznaju politička prava stanovništvu tj. ona varira prema tome tko je suveren - tako u republici vlast pripada ili svima (demokracija) ili dijelu naroda (aristokracija), u monarhiji se suverenitet uobličuje u osobi vladara, a despocija je oblik u kojemu vlada pojedinac bez zakona i ograničenja u skladu sa svojom ćudljivom voljom.
Načelo vlasti je ono što pokreće vladavinu, što čini društvo harmoničnim, to su unutarnja obilježja ljudi i njihova nastojanja da postignu moralno prihvatljiv poredak u osobitom obliku države u kojem žive – npr. monarhija se oslanja na čast podanika, despocija postoji na strahu podanika, a građanska vrlina je princip republike, što ne znači da su svi obdareni tom vrlinom nego da republika postoji samo ako postoji vrlina kod njezinih građana.
Montesquieu smatra da postoje vanjski uzroci koji utječu na vladavine, u prvom redu fizička okolina, zatim religija, običaji ili međuodnosi tih elemenata. Prije svega postoji utjecaj geografskog faktora: klime i zemlje – engleska klima stvara kod stanovnika nestalnost duha i nesklonost podvrgnuća samovolji, azijska klima je dovela do fizičke i duhovne tromosti.
Osim ovih prirodnih, postoje i društveni faktori: trgovina, komunikacija, oblici vlasništva i razmjene. Religija je također od velikog značenja – islamska potiče nastanak despocije, katolicizam apsolutnu monarhiju, a protestantizam demokratsku republiku.
S vremenom slabi značaj prirodnih, a raste društvenih faktora. Iz ovoga slijedi da je moguće svjesno stvarati duh naroda, a naročito da državno uređenje potiče ili zaustavlja progres nacije.